# Guineu voladora de l'illa Vanikoro
La guineu voladora de l'illa Vanikoro (Pteropus tuberculatus) és una espècie de ratpenat de la família dels pteropòdids. És endèmica de l'illa Vanikoro (Salomó. No se sap gairebé res sobre l'hàbitat i l'ecologia d'aquesta espècie, car la Unió Internacional per a la Conservació de la Natura (UICN) la classifica com a espècie «en perill crític», però és probable que ja estigui extinta. L'últim exemplar conegut fou trobat probablement abans del 1930, i des d'aleshores l'illa ha sofert una tala d'arbres a escala massiva. Una cerca duta a terme a la dècada del 1990 no en trobà cap exemplar.